# Rollo de Trujillo
El Rollo de Trujillo es un rollo o picota localizado en la plaza del Campillo de la ciudad de Trujillo, en la provincia de Cáceres, España.
Este rollo de estilo tardogótico tiene el escudo de los Reyes Católicos y se encuentra rematado por un pináculo con una cruz en forma de flor de lis. Desde su construcción, en 1497, ha estado sujeto a numerosos cambios de ubicación dentro de la ciudad de Trujillo.
Inicialmente estuvo situado en el centro de lo que hoy es la Plaza Mayor y entonces era la plaza del arrabal de San Martín, situada extramuros de la ciudadela. 
Existe una réplica en Sacedón (Guadalajara). Se construyó en los años 50 del siglo XX con motivo de la inauguración de los pantanos de Buendía y Entrepeñas.  